# Miss Slovenije 1992
Miss Slovenije 1992 je bilo lepotno tekmovanje, ki je potekalo 17. oktobra 1992 v dvorani Casinoja na Bledu.
Bil je prvi slovenski izbor brez jugoslovanske selekcije, prvič sta ga organizirala agencija Geržina Videoton in časnik Kaj ob sodelovanju Turističnega gospodarstva Bleda, Casinoja Bled in nacionalne televizije.
Med znanimi gosti so bili Jelko Kacin, takratni minister za informiranje in predsedniški kandidat, Nina Gazibara, manekenka in miss Slovenije 1972 ter smučar Bojan Križaj.
Tekmovalke so si morale same prinesti večerne obleke, najvišje uvrščene niso prejele sponzorskih nagrad. Voditelj je bil Sandi Čolnik.
Časnik Kaj je po izboru nagrajencu svoje nagradne akcije podaril vrednostni bon mariborskega podjetja Vema v vrednosti 100.000 tolarjev.

## Finale
12 finalistk je bilo izbranih med 300 prijavljenimi na predizborih v 15 krajih in polfinalih v Vevčah in Novi Gorici.

### Uvrstitve
- Zmagovalka Nataša Abram, 17 let, dijakinja iz Kopra
- 1. spremljevalka Metka Klajderič, 21 let, študentka iz Hoč pri Mariboru
- 2. spremljevalka Mihaela Kolarič, 18 let, dijakinja iz Maribora

Vir

### Priprave pred glavnim nastopom
Tekmovalke so po tiskovni konferenci v gostišču Vitez v Ljubljani z Marjanom Podlesnikom, vodjo Modno oblikovalne skupine iz Maribora, odšle na Bled in z njim štiri dni imele vaje.

### Žirija
Sestavljali so jo Srečko Logar (novinar Kaja), Jure Cekuta (slikar), Ivan Balić (modni fotograf iz Zagreba), Enzo Sirimarco (modni stilist iz Rima), Ludvik Kerčmar (ekonomist z Bleda), Stane Sumrak (TV režiser), Bojan Križaj (smučar), Martina Plestenjak (svetovalka za modne zadeve iz Münchna) in Stanko Belšič (slikar iz Zagreba).

### Glasbeni gostje
Nastopili so Helena Blagne, Irena Vrčkovnik, Oto Pestner, Ditka Haberl, New Swing Quartet in Alenka Godec.

### Težave organizatorjev in kritike prireditve
Blejci s turistično agencijo Albatros so zaradi časovne in finančne stiske odstopili in zadnji hip je vskočila nacionalna televizija. Vse goste in novinarje so natrpali v spodnjo restavracijo Casinoja Bled, na oder se je slabo videlo in prireditev se je začela šele po 22. uri. Za obiskovalce je bilo slabo poskrbljeno, natakarji so bili slabi in niso znali slovensko. Glasbeniki so peli na playback. Finalistke za morebitno manekensko kariero niso bile dovolj visoke in niso znale tujih jezikov.
Niko R. Kolar je tekmovanjem te vrste očital, da udeleženkam zbujajo lažna upanja o manekenski in filmski karieri.

## Miss Sveta 1992
Zdravko Geržina je s težavo prepričal londonske organizatorje tekmovanja za Miss sveta, pomagal mu je Jelko Kacin. Svetovni izbor je bil 12. decembra 1992 v Sun City-ju v južnoafriški republiki. Nataša Abram se je uvrstila v 1. polovico med 83 tekmovalkami, zmagala je nefavorizirana Rusinja ob komenatrju, da je veliko tržišče njene države po padcu socializma še neosvojeno.